# Воробьёв, Николай Васильевич (самбист)
Николай Васильевич Воробьёв — советский самбист, чемпион и призёр чемпионатов СССР, мастер спорта СССР. Выступал за клуб «Динамо» (Ленинград). Судья всесоюзной категории (1963), тренер, спортивный организатор. Участник Великой Отечественной войны. Полковник милиции.

## Биография
Во время войны служил в разведке. После её окончания 35 служил в милиции, обучал сотрудников самбо. Был старшим тренером сборной Ленинграда. Под его руководством команда победила в командном чемпионате СССР 1963 года. Исполнял обязанности председателя Федерации борьбы самбо Ленинграда.

## Спортивные результаты
- Чемпионат СССР по самбо 1950 года — ;
- Чемпионат СССР по самбо 1952 года — ;
- Чемпионат СССР по самбо 1955 года — ;